# Urs Saxer
Urs W. Saxer (* 1957 in Zürich) ist ein Schweizer Jurist und Hochschullehrer. Er ist Präsident des Institutsrates der Zurich Law School und der Stiftung Nietzsche-Haus in Sils Maria.

## Leben und Wirken
Urs Saxer studierte nach der Matura Rechtswissenschaften an der Universität Zürich und erlangte 1981 das Lizenziat. Von 1982 bis 1984 setzte er seine Tätigkeit als Assistent bei Dietrich Schindler am Institut für Völkerrecht und ausländisches Verfassungsrecht fort. 1987 erfolgte dort die Promotion mit einer Dissertation unter dem Titel Die Grundrechte und die Benutzung öffentlicher Strassen.
Das Anwaltspatent des Kantons Zürich wurde ihm 1988 erteilt. Nachdem er als Anwalt in einer Wirtschaftskanzlei tätig gewesen war, studierte er an der Law School der Columbia University in New York City und schloss 1991 mit dem Master of Laws (LL.M.) ab. Zurück in der Schweiz, war er als selbständiger Anwalt und als Lehrbeauftragter an der Universität Zürich tätig. Später folgten entsprechende Tätigkeiten als Dozent an der Universität St. Gallen und an der Universität Basel in den Fächern Völkerrecht, Recht der internationalen Organisationen und Öffentliches Recht. Zudem war er von 2001 bis 2005 Dozent für Völkerrecht an der ETH Zürich.
Nach seiner bereits früher erfolgten Habilitation an der Universität Zürich wurde er dort 2008 zum Titularprofessor für Völkerrecht, Staatsrecht, Verwaltungsrecht und Medienrecht ernannt. Er ist ferner Mitglied des Instituts für Völkerrecht und ausländisches Verfassungsrecht der Universität Zürich. Von August bis Dezember 2023 weilte er für einen Forschungsaufenthalt als Visiting Fellow am Lauterpacht Centre for International Law in Cambridge (UK), im August/September 2024 war er am Max-Planck-Institut für ausländisches öffentliches Recht und Völkerrecht.
Saxer ist Partner des Rechtsanwaltsbüros Steinbrüchel Hüssy in Zürich sowie Mitglied diverser Verwaltungs- und Stiftungsräte.

## Medienkommentare
Saxer vertritt oft seine Standpunkte zu aktuellen und auch kontroversen Themen in den Medien. Er äussert sich auch regelmässig zu medien- und völkerrechtlichen Problemstellungen und zu staatspolitischen Fragen.
- Im Vorfeld der Abstimmung über den Auftrag des Schweizer Radio und Fernsehens (SRF) wurde seine Stellungnahme bezüglich Aufgabe des Service public kritisiert.[5]
- Im Streit um die Tarife im Schweizer Gesundheitswesen (Tarmed/Tardoc)[6] erfolgte zeitnah eine Replik durch Santésuisse.[7]
- In Zusammenhang mit der im März 2023 erfolgten Rettung der Schweizer Grossbank Credit Suisse äusserten zwei Rechtsprofessoren unterschiedliche Meinungen bezüglich des von der Schweizer Regierung genutzten Notrechts. Während Saxer die Auffassung vertrat, dass die Regierung nicht in einem rechtsfreien Raum gehandelt habe,[8] bezeichnete Peter V. Kunz das Vorgehen der weitgehenden Enteignung der Aktionäre der Credit Suisse als eines Rechtsstaats unwürdig.[9]
- 2024 gehörte er zu den Mitinitianten des Manifests 'Neutralität für das 21. Jahrhundert', das eine zeitgemässe Neutralitätsinterpretation verlangt.[10]
- Ferner trat er zuweilen in der Politiksendung 'Arena' von SRF als Völkerrechtsexperte auf, so zum Beispiel zu den Konflikten in Gaza und in Südlibanon 2023/24.[11]

## Weitere Tätigkeiten
- Von 2000 bis 2004 war er Präsident der Schweizer Sektion der Internationalen Juristenkommission
- Mitinitiant und Vorstandsmitglied des Forums Gesundheitsrecht
- Mitglied Fachgruppe Medienrecht des Verbands Schweizer Medien.
- Mitglied Vereinigung der Deutschen Staatsrechtslehrer
- Mitglied Deutsche Gesellschaft für Internationales Recht
- Mitglied Amerikanische Gesellschaft für internationales Recht
- Mitglied International Institute for Strategic Studies, London
- seit 2021: Verwaltungsratspräsident der Publicom AG, Zürich[12]
- seit 2023: Präsident des Institutsrates der Zurich Law School. Bei seiner Ernennung am Institut für Rechtswissenschaften wurde Saxer als renommierter Anwalt und Akademiker gewürdigt, welcher die Welt der Praxis und der Wissenschaft auf höchstem Niveau verbindet.[2]

## Veröffentlichungen
- Urs Saxer. Aktuelles. Website der Universität Zürich, 29. November 2022, abgerufen am 8. April 2023.
- Publications Urs Saxer auf ResearchGate, abgerufen am 8. April 2023.
- Von den Medien zu den Plattformen. Die Regulierung öffentlicher Kommunikation im Zeichen der digitalen Revolution. Mohr Siebeck, Tübingen 2023 (open access).